# 기적 (2021년 영화)
"기적"은 2021년 9월 15일에 개봉한 대한민국의 영화이다.

## 줄거리
1980년대 시골에 사는 수학 천재 고등학생 준경이 여자친구인 라희의 도움을 받아 마을 사람들과 함께 기차 간이역 - 양원역 (봉화) -  을 만들기 위해 노력하면서 벌어지는 이야기를 담은 작품

## 캐스팅
- 박정민: 정준경 역 - 보경의 동생이자, 태윤의 아들
  - 김강훈: 어린 정준경 역
- 이성민: 정태윤 역
- 임윤아: 송라희 역
- 이수경: 정보경 역
- 이동용: 이장 역
- 유순웅: 김 노인 역
- 김자영: 쪼만댁 역
- 김동현: 철구삼촌 역
- 정문성: 김용환 역
- 심순영: 정수 모 역
- 박인혜: 영자 역
- 안태린: 정화 역
- 고창석: 송라희 아버지 역 (특별출연)
- 허준석: 박상기 역 (특별출연)

## 수상 목록
- 2022년 제58회 백상예술대상 여자 조연상 (이수경)